# Andrea Marone
Andrea Marone né en ou vers 1474 et mort le 24 mars 1528 est un poète italien de la Renaissance. Poète improvisateur en latin, il est actif à Ferrare sous la protection du cardinal Hippolyte d'Este puis à Rome sous celle du pape Léon X puis de Clément VII. 
Son neveu Pietro Marone est un peintre actif à Brescia et à Mantoue.

## Biographie
Andrea Marone était né en 1474 à Pordenone, dans le Frioul , de parents originaires de Brescia. Privé de fortune, il fut obligé, pendant quelque temps, de tenir une école pour subsister. Il alla ensuite à la cour du duc de Ferrare, et mérita les bonnes grâces du cardinal Hippolyte d'Este ; mais ce prélat n’ayant pas voulu lui permettre de le suivre en Hongrie, Marone, irrité, quitta brusquement Ferrare, et vint à Rome, où il parut avec éclat à la cour de Léon X. La plupart des auteurs contemporains parlent avec admiration de la facilité qu’il avait à traiter en vers latins les sujets qu’on lui proposait. Marone s’accompagnait d’une viole, dont les sons plus ou moins précipités donnaient la mesure de son exaltation. Les éclairs de ses yeux, dit Tiraboschi, la sueur qui inondait son visage , le gonflement de ses veines, tout annonçait le feu intérieur dont il était embrasé : et ses auditeurs dans l’extase, croyaient lui entendre répéter des vers mûris par une longue méditation. Un jour Léon X avait réuni à un festin les ambassadeurs étrangers, et les plus grands personnages de Rome : il fit venir Marone, et lui demanda des vers sur la ligue nouvellement formée contre les Turcs. Ce fut alors qu’il improvisa un long poème qui commençait par ce vers : 

« Infelix Europa diu quassata tumultu bellorum, etc. . »

Les applaudissements l’interrompirent plusieurs fois pendant son récit, et retentirent longtemps après qu’il l’eut terminé. Le pape le nomma sur-le-champ à un bénéfice vacant dans le diocèse de Capoue. Il lui accordait souvent des gratifications ; mais Marone n’avait pas de conduite, et il resta toujours pauvre. Sous le pontificat d’Adrien VI, qui regardait les poètes comme des idolâtres, il fut chassé du Vatican ; mais Clément VII le rappela. Dans une sédition excitée par les Colonna, en 1526, le malheureux poète perdit sa garde-robe et l’argent qu’il avait : il fut encore plus maltraité l’année suivante, lors de la prise de Rome par l’armée du connétable de Bourbon. Il avait pris la résolution de se retirer dans son bénéfice ; mais l’espoir de recouvrer ses livres le retint à Rome, où il languit quelques mois, vivant d’aumônes. On le trouva mort dans une hôtellerie, en 1527, à l’âge de cinquante-trois ans. Il était lié avec Francesco Colonna ; et il a célébré le Songe de Poliphile, par une épigramme qu’on trouve à la tête de cet ouvrage. Il y a peu de pièces de Marone qui aient été imprimées. Liruti en a donné la liste dans les Notizie de’ letterati di Friuli, tom. II, p. 68. Giraldi avertit qu’elles ne répondent point à la réputation de Marone, qui réussissait mieux dans les ouvrages improvisés que dans ceux qu’il avait eu le loisir de préparer.